# Friedrich Unterberger

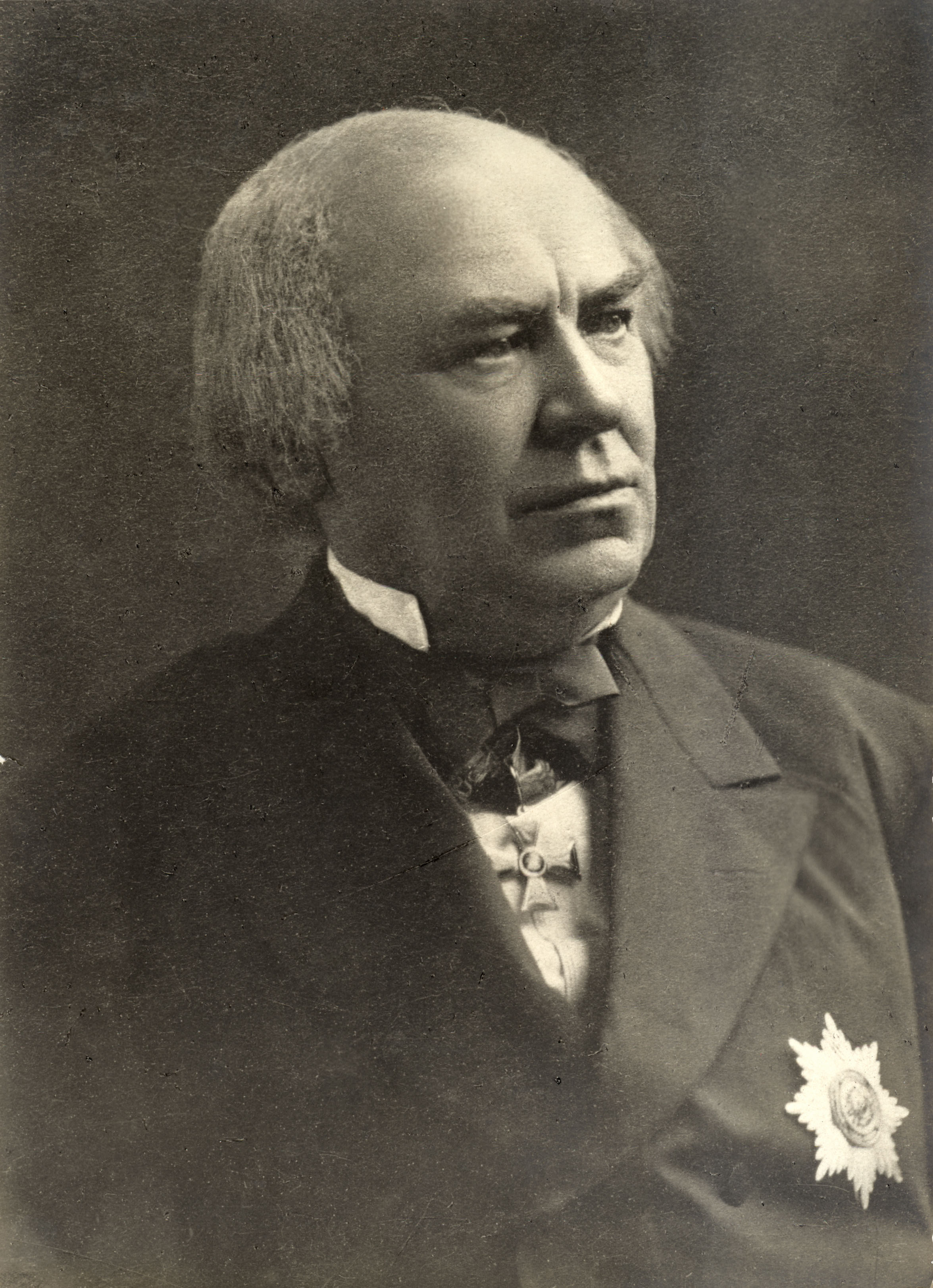
Friedrich Unterberger (1880)

Heinrich Friedrich Simon Unterberger (russisch Фри́дрих Семёнович У́нтербе́ргер, * 17. Dezember 1810 in Riga; † 27. Mai 1884 in Dorpat) war ein Veterinärmediziner, Wirklicher Staatsrat und Träger des Ordens der Heiligen Anna.

## Leben
Unterberger studierte Tiermedizin in Wien, Berlin, München und Stuttgart. 1835 legte er an der Medico-chirurgischen Akademie in St. Petersburg sein Staatsexamen als Tierarzt 1. Classe ab. Seit 1836 war er als Veterinärarzt im Apanagenressort des Gouvernements Simbirsk tätig. Seit 1858 war er Direktor der Veterinärschule (seit 1873 Inst.) in Dorpat. 1864 wurde er in das Adelsgesschlechtsbuch des Gouvernements Simbirsk eingetragen. Friedrich Unterberger unternahm schon ab seiner Studienzeit Reisen und bereiste später im amtlichen Auftrag Russland und das Ausland, darunter Preußen, Österreich und Ungarn, wo er Gestüte in Mezöhegyes, Lipizza, Trakehnen, Bábolna, Kisbér sowie Maisons-Alfort bei Paris besuchte.
Sein Spezialgebiet war neben der Hippologie die Rinderpest und andere gefährliche Tierkrankheiten.

## Familie

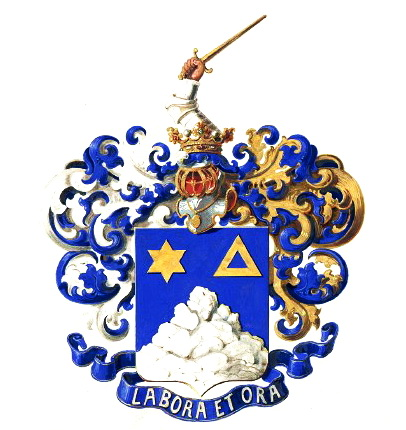
Familienwappen

Sein Vater war der Wagenbauer, Huf- und Waffenschmied Simon Thomas Unterberger († 20. Februar 1841 in Riga) Er stammte aus Stallupönen in Ostpreußen. Die Mutter war Wilhelmine Catharina, geb. Rachow (Racho, Rachau). Unterberger heiratete 1837 in Simbirsk Marie Rudolph. Sein Bruder Alexander Unterberger (1827–1875) war ebenfalls Veterinärarzt und Professor in Dorpat.

## Auszeichnungen
- Orden der Heiligen Anna, 1. Klasse
- Sankt-Stanislaus-Orden, 1. Klasse
- Sankt-Wladimir-Orden, 4. Klasse
- Sankt-Wladimir-Orden, 3. Klasse

## Veröffentlichungen
Unterberger schrieb neben einer Abhandlung „Über das Seelenleben der Thiere“ (1856) eine Reihe von Fachbüchern und Aufsätzen zur Hippologie und zur Tiermedizin in deutscher und russischer Sprache.